# Улица Фисановича (Харьков)
Улица Фисановича (укр. вулиця Фісановича) — улица города Харькова, которая начинается от Салтовского шоссе, проходит вдоль стадиона «Турбинист», пересекает улицу Ивана Камышева, Адыгейский переулок и соединяется со Спортивной улицей. Нумерация домов ведётся от Салтовского шоссе.

## История
Изначально улица носила название 2-я Поперечная. 12 апреля 1990 года была переименована в честь рабочего Харьковского завода «Серп и молот» Героя Советского Союза легендарного подводника-североморца Израиля Ильича Фисановича (1914—1944).
В конце 1990-х на доме № 2 на чётной стороне и на доме № 5 на нечётной стороне улицы были установлены аннотационные доски с текстом: «Улица названа в честь Героя Советского Союза легендарного подводника бывшего рабочего завода „Серп и молот“ Израиля Ильича Фисановича /1914 г. — 1944 г./». 16 февраля 2012 года было принято решение об установке мемориальной доски Герою на доме № 2. 3 апреля 2012 года по инициативе руководства Харьковской областной общественной организации «Общество ветеранов-подводников им. Героя Советского Союза И. И. Фисановича», Харьковского областного комитета «Дробицкий Яр», Общественной организации «Харьковский музея Холокоста» и Харьковского областного отделения «Маринист» Всеукраинского союза писателей-маринистов в торжественной обстановке состоялось открытие мемориальной доски Израилю Фисановичу на доме № 2.

## Достопримечательности
- Общежитие Украинской государственной академии железнодорожного транспорта, улица Фисановича, 9.
- Харьковский областной приют для несовершеннолетних «Гармония», ул. Фисановича, 4
- Харьковская общеобразовательная школа І-ІІІ ступеней № 8, на углу Салтовского шоссе и улицы Фисановича.

## Транспорт
Непосредственно по улице общественный транспорт не проходит. Автомобильное движение по одной полосе в каждую сторону. Дорожная разметка отсутствует. Светофоров нет.